# Christian Schärf
Christian Schärf (* 24. Dezember 1960 in Ludwigshafen) ist ein deutscher Literaturwissenschaftler, Essayist, Romanautor und Moderator.
Derzeit lehrt er als apl. Professor am Institut für literarisches Schreiben und Literaturwissenschaft der Universität Hildesheim.

## Leben
Christian Schärf legte 1980 die Abiturprüfung am Staatlichen Carl-Bosch-Gymnasium in Ludwigshafen/Rhein ab und studierte anschließend an der Johannes Gutenberg-Universität Mainz die Fächer Deutsche Philologie, Romanische Philologie und Philosophie. 1993 promovierte er über „Goethes Ästhetik. Eine Genealogie der Schrift“  bei Bruno Hillebrand  zum Dr. phil. 1998 habilitierte er sich an der Universität Mainz. Er erhielt die Venia Legendi für Neuere deutsche Literaturgeschichte. 1998 bis 2007 war er Hochschuldozent an der Universität Mainz. Seit 2007 lehrt er am Institut für Literarisches Schreiben und Literaturwissenschaft der Universität Hildesheim in den Studiengängen Kreatives Schreiben und Kulturjournalismus sowie Literarisches Schreiben und Lektorieren. Als Gastdozent lehrte er an der Universität Bologna (2002 und 2004), der Universität Valencia (1991 und 1999) und der Universität Dijon (1994 und 1995).
Von 1989 bis 2006 war er für die Betreuung und Durchführung der Poetikdozentur der Akademie der Wissenschaften und der Literatur zu Mainz mit verantwortlich, ab 2002 dann allein verantwortlich. Zwischen 2007 und 2012 war er als Rezensent für die Frankfurter Allgemeine Zeitung tätig. Zwischen 2010 und 2017 wurden 16 seiner Radioessays auf SWR 2-Essay ausgestrahlt. Darunter sind Essays zur Spannung im Kriminalroman, zum Phänomen des Charismas, zur Rhetorik des Flirts und zum philosophischen Problem der Kontingenz.
Seit 2012 moderiert er regelmäßig bei der lit.Cologne, der Phil.Cologne und der lit.RUHR, darunter Veranstaltungen mit Eva Menasse, Robert Seethaler, Martin Walser, Uwe Timm, Karen Duve, Rüdiger Safranski.
Christian Schärf ist verheiratet und hat drei Kinder.

## Werke

### Romane
- Die Reise des Zeichners. Eichborn, Köln 2016, ISBN 978-3-8479-0614-8.
- Ein Winter in Nizza. Eichborn, Köln 2014, ISBN 978-3-8479-0580-6.

### Monografien
- Der Flug der Fledermaus. Essays zu einer allgemeinen Poetik. Aisthesis Verlag, Bielefeld 2015, ISBN 978-3-8498-1110-5.
- Der Wunsch zu schreiben. Aisthesis Verlag, Bielefeld 2013, ISBN 978-3-8498-1033-7.
- Spannend schreiben. Krimi, Mord- und Schauergeschichten. Duden, Mannheim 2012, ISBN 978-3-411-75436-6.
- Schreiben Tag für Tag. Journal und Tagebuch. Duden, Mannheim 2011, ISBN 978-3-411-90324-5.
- Der Unberührbare. Gottfried Benn – Dichter im 20. Jahrhundert. Aisthesis Verlag, Bielefeld 2006, ISBN 3-89528-520-X.
- Alfred Döblin. Berlin Alexanderplatz. Roman und Film. Steiner Verlag, Stuttgart 2001, ISBN 3-515-07955-6.
- Literatur in der Wissensgesellschaft. Vandenhoeck & Ruprecht Verlage, Göttingen 2001.
- Der Roman im 20. Jahrhundert. Metzler-Verlag, Stuttgart/Weimar 2001.
- Franz Kafka. Poetischer Text und heilige Schrift. Vandenhoeck & Ruprecht, Göttingen 2000.
- Geschichte des Essays. Von Montaigne bis Adorno. Vandenhoeck & Ruprecht, Göttingen 1999.
- Werkbau und Weltspiel. Die Idee der Kunst in der modernen Prosa. Königshausen & Neumann, Würzburg 1999.
- Goethes Ästhetik. Eine Genealogie der Schrift. Metzler Verlag, Stuttgart/Weimar 1994, ISBN 978-3-476-01258-6.